# Eastmain (terre réservée crie)
Pour les articles homonymes, voir Eastmain.
Eastmain (en cri : ᐄᔅᒣᐃᓐ ou Wapanoutauw) est une terre réservée crie située sur les côtes de la Baie James à l’embouchure de la rivière Eastmain, en Eeyou Istchee, dans la région administrative du Nord-du-Québec, au Québec. Elle comprend un milieu urbanisé et y vivent les membres de la Nation crie d'Eastmain.
Comme plusieurs autres entités autochtones, Eastmain est composée d'une terre réservée crie de catégorie IA, de juridiction fédérale, ainsi que d'une municipalité de village cri du même nom de catégorie IB, de juridiction provinciale.

## Toponymie
Le village reprend le nom de la rivière Eastmain ; il est situé à son embouchure,. Le nom cri du village est Wapanoutauw, ce qui signifie « terres à l’est de la baie James » ; le village est situé sur la côte est de la baie James.

## Géographie
Le territoire de la terre réservée crie d'Eastmain doit être distingué du territoire de la municipalité de village cri homonyme. Il est en fait constitué d'une bande de terre suivant la rive sud de la rivière Eastmain sur une distance d'environ 42 kilomètres à partir du littoral de la baie James. Sa largeur est d'environ 3,6 à 5,4 kilomètres à partir du rivage de la rivière. Elle comprend le noyau urbanisé d'Eastmain, qui est situé au coin nord-ouest de la terre réservée, à l'embouchure de la rivière Eastmain.
Quant à elle, la municipalité de village cri d'Eastmain est limitrophe du territoire de la terre réservée crie sur sa toute sa frontière sud ainsi que sur le tiers ouest de sa frontière nord, de l'autre côté de la rivière Eastmain. Quant aux deux autres tiers de sa frontière nord et sa frontière est, la terre réservée crie est limitrophe d'un territoire non organisé (terres de catégorie II), dont le toponyme n'est toujours pas attribué.

## Histoire
Comme plusieurs autres villages côtiers de la baie James et de la baie d'Hudson, Eastmain a été, à l’origine, un poste de traite des fourrures de la Compagnie de la Baie d'Hudson et était appelé, à l’époque, « East Main House ».

## Démographie
Au regard de la population, Eastmain est la plus petite communauté autochtone qui borde la baie James. Les habitants sont principalement des Cris membres de la Nation crie d'Eastmain.

La population cumulée de la terre réservée crie et de la municipalité de village cri – bien que cette dernière ne comporte aucun résident permanent – est comptabilisée sur le territoire de catégorie IA.
| 2001 | 2006 | 2011 | 2016 |
| ---- | ---- | ---- | ---- |
| 613  | 650  | 767  | 866  |

### Langues
À Eastmain, selon l'Institut de la statistique du Québec, la langue parlée le plus souvent à la maison, en 2011, sur une population de 765 habitants, est le cri à 85,62%, l'anglais à 13,07% et le français à 0,65%.

## Éducation
La Commission scolaire crie est chargée d'offrir les services d'enseignement publics sur le territoire d'Eastmain, elle a donc sous son égide l'école Wabannutao Eeyou (ᐧᐋᐸᓅᑖᐤ ᐄᔨᔫ ᒋᔅᑯᑕᒫᒉᐅᑲᒥᒄ).

## Transport
On peut se rendre à Eastmain par avion avec la compagnie Air Creebec (via l’aéroport de la rivière Eastmain) ou en voiture, en empruntant une route de gravier d’environ 100 km reliant le village à la route Billy-Diamond.

## Politique
Voici une liste incomplète des chefs d'Eastmain :
- Edward Jr. Gilpin
- Kenneth Cheezo (2019-2023)[9]